# Faro de Lerma

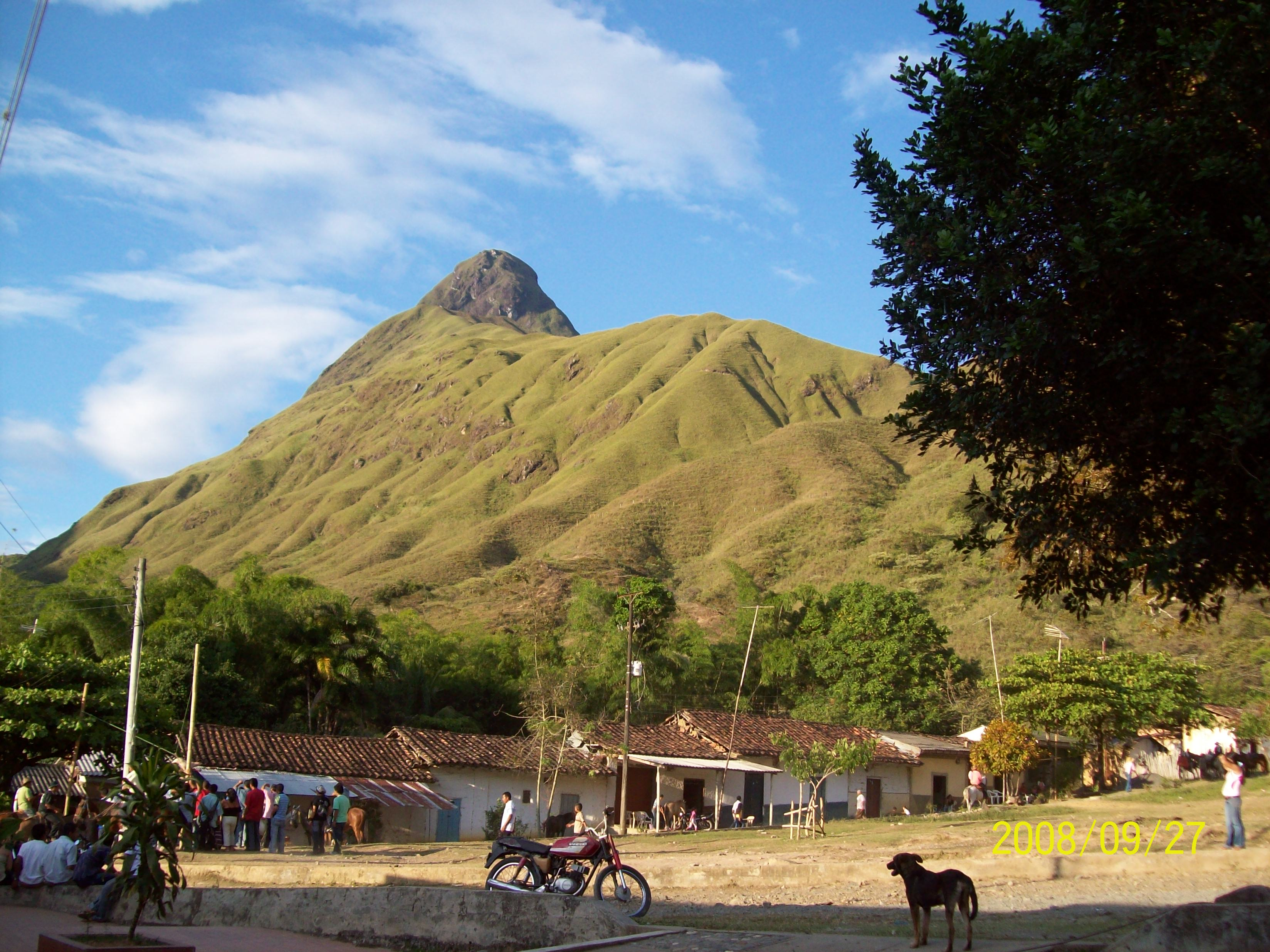
Panorámica del Cerro de Lerma Cauca Colombia: "El Faro del Macizo Colombiano".

El Faro de Lerma o Cerro de Lerma, ubicado en el municipio colombiano de Bolívar, Cauca, es un imponente cerro que cierra el cordón montañoso de la Cordillera Central, dando paso al valle del Patía en el Cauca. Es un mirador natural por excelencia, lo cual le ha merecido el nombre de "El Faro del Macizo Colombiano".